# كارسون بروير
كارسون بروير (بالإنجليزية: Carson Brewer)‏ هو صحفي أمريكي، ولد في 1920، وتوفي في 2003.